# Robert Rantoul

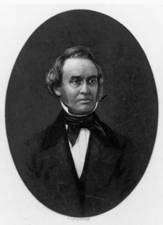
Robert Rantoul

Robert Rantoul Jr. (* 13. August 1805 in Beverly, Massachusetts; † 7. August 1852 in Washington, D.C.) war ein US-amerikanischer Politiker (Demokratische Partei), der den Bundesstaat Massachusetts in beiden Kammern des Kongresses vertrat.
Nach dem Besuch der öffentlichen Schulen setzte Rantoul seine Ausbildung zunächst an der Phillips Academy in Andover fort, ehe er im Jahr 1826 seinen Abschluss an der Harvard University machte. In der Folge praktizierte er als Jurist in Salem sowie nach mehreren Umzügen in South Reading, Gloucester und schließlich ab 1838 in Boston.
Rantouls politische Laufbahn begann mit der Mitgliedschaft im Repräsentantenhaus von Massachusetts, dem er von 1835 bis 1839 angehörte. Zu dieser Zeit saß er auch in einer Kommission zur Überarbeitung der Staatsgesetze von Massachusetts; von 1837 bis 1842 war er außerdem Mitglied im Bildungsausschuss (Board of Education) seines Staates. Zwischen 1846 und 1849 hatte er das Amt des Bundesstaatsanwaltes für den Distrikt von Massachusetts inne. Nach dem Rücktritt von Daniel Webster wurde Rantoul dann in den US-Senat gewählt, in dem er aber nur für den Rest von Websters Amtszeit zwischen dem 1. Februar und dem 3. März 1851 verblieb; zuvor hatte Rufus Choate das Mandat kommissarisch wahrgenommen. Unmittelbar darauf wechselte er innerhalb des Kongresses ins Repräsentantenhaus, wo er bis zu seinem Tod am 7. August 1852 den 2. Wahlbezirk von Massachusetts vertrat.